# 중국동방항공의 운항 노선
2018년 12월 현재, 아래는 중국동방항공의 취항지 목록이다.

## 운항 노선

### 아시아

#### 동아시아
- 대한민국
  - 서울
    - 김포국제공항
    - 인천국제공항

  - 대구 - 대구국제공항
  - 무안 - 무안국제공항
  - 부산 - 김해국제공항
  - 청주 - 청주국제공항
  - 제주 - 제주국제공항
- 중화인민공화국
  - 베이징
    - 베이징 - 베이징 서우두 국제공항

  - 상하이
    - 상하이 푸둥 국제공항 허브
    - 상하이 훙차오 국제공항 허브

  - 간쑤성
    - 란저우 - 란저우 종촨 국제공항
    - 둔황 - 둔황 공항

  - 광둥성
    - 광저우 - 광저우 바이윈 국제공항
    - 제양 - 제양 차오샨 국제공항
    - 선전 - 선전 바오안 국제공항
    - 주하이 - 주하이 진완 공항

  - 광시 성
    - 구이린 - 구이린 량장 국제공항
    - 난닝 - 난닝 우수 국제공항
    - 류저우 - 류저우 란티안 공항
    - 베이하이 - 베이하이 푸청 공항

  - 구이저우성
    - 구이양 - 구이양 롱동바오 국제공항

  - 닝샤 성
    - 인촨 - 인촨 허동 공항

  - 랴오닝성
    - 다롄 - 다롄 저우수이쯔 국제공항
    - 선양 - 선양 타오셴 국제공항

  - 산둥성
    - 옌타이 - 옌타이 펑라이 국제공항
    - 칭다오 - 칭다오 류팅 국제공항
    - 지난 - 지난 야오창 국제공항

  - 산시성
    - 시안 - 시안 셴양 국제공항 허브
    - 타이위안 - 타이위안 우수 국제공항
    - 다퉁 - 다퉁 윤강 공항
    - 윈청 - 윈청 관공 공항

  - 쓰촨성
    - 청두 - 청두 솽류 국제공항
    - 루저우 - 란저우 란티엔 공항
    - 쑹판 - 주자이 황롱 공항
    - 이빈 - 이빈 공항
    - 캉딩 - 캉딩 공항

  - 안후이성
    - 허페이 - 허페이 뤄강 국제공항
    - 황산 - 황산 툰시 국제공항

  - 윈난성
    - 쿤밍 - 쿤밍 창슈이 국제공항 허브
    - 다리 - 다리 공항
    - 루시 - 디홍 망시 공항
    - 리장 - 리장 공항
    - 린창 - 린창 공항
    - 바오산 - 바오산 공항
    - 샹그릴라 - 드첸 샹그릴라 공항
    - 원산 - 원산 푸저허이 공항
    - 자오퉁 - 자오퉁 공항
    - 징훙 - 시솽반나 가사 공항
    - 텅충 - 텅충 투오펑 공항
    - 푸얼 - 푸얼 시마오 공항

  - 장쑤성
    - 난징 - 난징 루커우 국제공항
    - 우시 - 쑤난 숴팡 국제공항
    - 난퉁 - 난퉁 싱동 공항
    - 롄윈강 - 롄윈강 공항
    - 옌청 - 옌청 난양 공항
    - 창저우 - 창저우 빈뉴 공항
    - 화이안 - 화이안 리안슈이 공항

  - 장시성
    - 난창 - 난창 창베이 국제공항
    - 간저우 - 간저우 황진 공항

  - 저장성
    - 항저우 - 항저우 샤오산 국제공항
    - 닝보 - 닝보 리스 국제공항
    - 원저우 - 원저우 용창 공항
    - 저우산 - 저우산 푸토산 공항
    - 타이저우 - 타이저우 루치아오 공항

  - 충칭시
    - 충칭 - 충칭 장베이 국제공항

  - 칭하이성
    - 거얼무 - 거얼무 공항
    - 시닝 - 시닝 차오지아바오 공항

  - 톈진시
    - 톈진 - 톈진 빈하이 국제공항

  - 푸젠성
    - 샤먼 - 샤먼 가오치 국제공항
    - 푸저우 - 푸저우 창러 국제공항
    - 우이산 - 난핑 우이산 공항

  - 하이난성
    - 싼야 - 싼야 펑황 국제공항
    - 하이커우 - 하이커우 메이란 국제공항

  - 허난성
    - 정저우 - 정저우 신정 국제공항

  - 허베이성
    - 스좌장 - 스좌장 정딩 국제공항

  - 헤이룽장성
    - 하얼빈 - 하얼빈 타이핑 국제공항

  - 후난성
    - 창사 - 창사 황화 국제공항
    - 장자제 - 장자제 공항

  - 후베이성
    - 우한 - 우한 톈허 국제공항
    - 언스 - 언스 수지아펑 공항
    - 이창 - 이창 공항

  - 내몽골 자지구
    - 후허하오터 - 후허하오터 바이타 국제공항
    - 바오터우 - 바오터우 공항
    - 어얼둬쓰 - 어얼둬쓰 공항
    - 우하이 - 우하이 공항
    - 츠펑 - 츠펑 공항

  - 신장 위구르 자치구
    - 우루무치 - 우루무치 디워푸 국제공항

  - 티베트 자치구
    - 라싸 - 라싸 공가 공항
- 마카오
  - 마카오 - 마카오 국제공항
- 홍콩
  - 홍콩 - 홍콩 첵랍콕 국제공항
- 일본
  - 도쿄
    - 하네다 국제공항
    - 나리타 국제공항

  - 나고야 - 주부 센토레아 국제공항
  - 오사카 - 간사이 국제공항
  - 가고시마 - 가고시마 공항
  - 기타큐슈 - 기타큐슈공항
  - 고마쓰 - 고마쓰 공항
  - 나가사키 - 나가사키 공항
  - 니가타 - 니가타 공항
  - 마츠야마 - 마츠야마 공항
  - 삿포로 - 신치토세 공항
  - 시즈오카 - 시즈오카 공항
  - 아사히카와 - 아사히카와 공항 계절편
  - 오카야마 - 오카야마 공항
  - 오키나와 - 나하 공항
  - 하나마키 - 하나마키 공항
  - 하코다테 - 하코다테 공항 계절편
  - 후쿠오카 - 후쿠오카 공항
  - 히로시마 - 히로시마 공항
- 중화민국
  - 타이베이
    - 타이완 타오위안 국제공항
    - 타이베이 쑹산 공항

  - 가오슝 - 가오슝 국제공항
  - 타이중 - 타이중 국제공항

#### 동남아시아
- 라오스
  - 비엔티안 - 왓타이 국제공항
- 미얀마
  - 양곤 - 양곤 국제공항
  - 만달레이 - 만달레이 국제공항
- 말레이시아
  - 쿠알라룸푸르 - 쿠알라룸푸르 국제공항
  - 코타키나발루 - 코타키나발루 국제공항 계절편
- 베트남
  - 하노이 - 노이바이 국제공항
  - 다낭 - 다낭 국제공항
  - 푸꾸옥 - 푸꾸옥 국제공항 계절편
  - 호치민시 - 떤썬녓 국제공항
- 싱가포르
  - 싱가포르 - 싱가포르 창이 국제공항
- 인도네시아
  - 자카르타 - 수카르노 하타 국제공항
  - 발리 - 응우라라이 국제공항
- 캄보디아
  - 프놈펜 - 프놈펜 국제공항
  - 시엠리아프 - 시엠리아프 국제공항
- 태국
  - 방콕 - 수완나품 국제공항
  - 수랏타니 - 수랏타니 공항
  - 치앙라이 - 치앙라이 국제공항
  - 치앙마이 - 치앙마이 국제공항
  - 푸껫 - 푸껫 국제공항
- 필리핀
  - 마닐라 - 니노이 아키노 국제공항
  - 세부 - 막탄 세부 국제공항
  - 칼리보 - 칼리보 국제공항
  - 클라크 - 디오스다도 마카파갈 국제공항

#### 남아시아
- 네팔
  - 카트만두 - 트리부반 국제공항
- 몰디브
  - 말레 - 말레 국제공항
- 방글라데시
  - 다카 - 샤잘랄 국제공항
- 스리랑카
  - 콜롬보 - 반다라나이케 국제공항
- 인도
  - 델리 - 인디라 간디 국제공항
  - 콜카타 - 네타지 수바스 찬드라 보스 국제공항

#### 서남아시아
- 아랍에미리트
  - 두바이 - 두바이 국제공항

### 유럽

#### 서유럽
- 영국
  - 런던 - 런던 히드로 국제공항
  - 런던 - 런던 개트윅 국제공항
- 프랑스
  - 파리 - 파리 샤를 드 골 국제공항
- 독일
  - 프랑크푸르트 - 프랑크푸르트 국제공항
- 네덜란드
  - 암스테르담 - 암스테르담 스키폴 국제공항

#### 남유럽
- 스페인
  - 마드리드 - 마드리드 바하라스 국제공항
- 이탈리아
  - 로마 - 레오나르도 다 빈치 국제공항
  - 베니스 - 베니스마르코폴로 국제공항

#### 동유럽
- 러시아
  - 모스크바 - 셰레메티예보 국제공항
  - 상트페테르부르크 - 풀코보 국제공항
  - 이르쿠츠크 - 이르쿠츠크 국제공항 계절편
- 체코
  - 프라하 - 프라하 바츨라프 하벨 국제공항

#### 북유럽
- 스웨덴
  - 스톡홀름 - 스톡홀름 알란다 국제공항 계절편

### 아메리카

#### 북아메리카
- 미국
  - 뉴욕 - 존 F. 케네디 국제공항
  - 로스앤젤레스 - 로스앤젤레스 국제공항
  - 샌프란시스코 - 샌프란시스코 국제공항
  - 시카고 - 시카고 오헤어 국제공항
  - 호놀룰루 - 호놀룰루 국제공항
- 캐나다
  - 밴쿠버 - 밴쿠버 국제공항
  - 토론토 - 토론토 피어슨 국제공항

### 오세아니아

#### 오스트랄라시아
- 뉴질랜드
  - 오클랜드 - 오클랜드 국제공항
- 오스트레일리아
  - 시드니 - 시드니 킹스포드 스미스 국제공항
  - 멜버른 - 멜버른 공항
  - 브리즈번 - 브리즈번 공항
  - 케언즈 - 케언즈 공항 계절편

#### 미크로네시아
- 북마리아나 제도
  - 사이판 - 사이판 국제공항 계절편

## 과거 취항지

### 아시아

#### 동아시아
- 대한민국
  - 광주 - 광주공항
  - 양양 - 양양국제공항
- 중화인민공화국
  - 쿤밍 - 쿤밍 우자바 국제공항
  - 옌타이 - 옌타리 라이산 국제공항
  - 허페이 - 허페이 뤄강 국제공항
  - 산터우 - 산터우 와이샤 공항
- 일본
  - 센다이 - 센다이 공항
  - 오이타 - 오이타 공항
  - 후쿠시마 - 후쿠시마 공항
- 홍콩
  - 홍콩 - 홍콩 카이탁 국제공항
- 대만
  - 타이난 - 타이난 공항 계절편

#### 동남아시아
- 말레이시아
  - 페낭 - 페낭 국제공항
- 인도네시아
  - 자카르타 - 수카르노 하타 국제공항
- 태국
  - 방콕 - 돈므앙 국제공항
- 필리핀
  - 칼리보 - 칼리보 국제공항
  - 클라크 - 클라크 국제공항

#### 남아시아
- 스리랑카
  - 함반토타 - 마타라 라자팍사 국제공항
- 인도
  - 뭄바이 - 차트라파티 시바지 국제공항

#### 서남아시아
- 바레인
  - 마나마 - 바레인 국제공항

### 아프리카

#### 남아프리카
- 남아프리카 공화국
  - 요하네스버그 - OR 탐보 국제공항

### 유럽

#### 서유럽
- 독일
  - 뮌헨 - 뮌헨 국제공항
  - 함부르크 - 함부르크 공항
- 벨기에
  - 브뤼셀 - 브뤼셀 국제공항

#### 중유럽
- 스위스
  - 취리히 - 취리히 국제공항

#### 동유럽
- 러시아
  - 모스크바 - 도모데도보 국제공항

#### 북유럽
- 덴마크
  - 코펜하겐 - 코펜하겐 카스트럽 국제공항

### 아메리카

#### 북아메리카
- 미국
  - 시애틀 - 시애틀 타코마 국제공항
  - 앵커리지 - 테드 스티븐스 앵커리지 국제공항